# Streamz
Streamz is een Vlaams videostreamingplatform van Telenet en DPG Media dat op 14 september 2020 gelanceerd werd. De streamingdienst biedt tegen betaling onder andere Vlaamse series zoals eigen geproduceerde Streamz Originals en series van VRT, DPG Media, Play Media aan, zowel bestaande series als series in preview. Daarnaast wordt dit aanbod aangevuld met lokale producties en met internationale producties van o.a. Paramount+, Showtime, Sony, BBC en Universal.
De groei van Streamz de eerste jaren verliep stroef, waarbij onder meer gewezen werd naar de opstart van Disney+, een ander streamingdienst. Maar jaar na jaar groeit de Vlaamse streamingdienst en stijgen de kijkcijfers .

## Geschiedenis
Streamz is de rechtstreekse opvolger van Play More, dat volledig eigendom was van Telenet.
DPG Media, de eigenaar van de VTM-televisiezenders en streamingplatform VTM GO, opperde al in 2018 de oprichting van 'een Vlaamse Netflix'. Bedoeling was om één digitaal platform te maken waarop de Vlaamse kijker naar lokale fictie kan kijken. DPG Media vreesde namelijk dat het verder produceren van Vlaamse fictie anders onhaalbaar zou worden.
Begin 2020 raakte bekend dat ook Telenet ging meewerken. Telenet is o.a. eigenaar van de zenders Play4, Play5, Play6 en Play7, en productiehuis Woestijnvis.
Op 12 augustus 2020 werd de naam van de streamingdienst bekendgemaakt. Dit werd gedaan nadat het project goedkeuring kreeg van de Europese Commissie.
De start van Streamz op 14 september 2020 betekende voor Telenet-klanten dat het bestaande Play-aanbod werd omgevormd naar Streamz. De themazenders die eerder beschikbaar waren via Play zijn vanaf 13 oktober 2020 alleen nog te bekijken via Play More. Wel behouden mensen die via Telenet op Streamz geabonneerd zijn het terugkijken tot 7 dagen op populaire zenders. Play More bevat de plusversie van Streamz Premium, Streamz Premium+, het terugkijken tot 7 dagen op populaire zenders, de themazenders, de Play More-filmzenders en toegang tot extra films. De hervorming van Play naar Streamz en dat Play More Streamz+ binnen het abonnement opneemt, betekende dat Streamz niet moest starten vanaf nul, maar start met een basis van ongeveer 431.300 abonnees.

## Samenwerkingen

### Geforceerde samenwerking met VRT
Op 3 september 2020 maakte de VRT bekend dat ook zij zouden meewerken aan Streamz. Aangenomen werd dat het streamingplatform zonder de steun van de VRT (en hun catalogus met oudere programma's) niet levensvatbaar zou zijn. De VRT stond ook onder grote druk van de Vlaamse regering om mee te werken aan een streamingplatform en had al in februari 2020 aangegeven open te staan voor samenwerking. De VRT wil evenwel "vooral inzetten op haar eigen platform VRT NU" (anno 2023 bekend als VRT MAX). Een definitief akkoord bleef jaren uit, waardoor er sinds begin 2021 geen nieuwe previews van VRT-programma's werden uitgezonden. In 2023 werd na jaren onderhandelen de samenwerking versterkt. Zo komen meer programma's uit de catalogus van de VRT beschikbaar en zal het samenwerken om nieuwe series te ontwikkelen die in preview verschijnen op Streamz om later uitgezonden te worden via VRT 1 en VRT MAX. Streamz en VRT maken ook verschillende coproducties, zoals Kassa Kassa en Breendonk.

### Buitenlandse studio's
Streamz heeft deals met enkele grote studio's zoals CBS, Paramount, Sony en Universal.
In 2021 sloot Streamz een overeenkomst met HBO om de inhoud van de eigen streamingdienst HBO Max stelselmatig ook aan te bieden. HBO Max werd door overeenkomst voorlopig niet zelf actief in Vlaanderen. Ook in 2023 werd deze deal nog verdergezet. In oktober 2023 werd bekend dat HBO Max dat in juli 2024 gelanceerd zal worden in België. Sindsdien worden nieuwe HBO-reeksen niet meer aangeboden door Streamz. 
In november 2023 werd de deal met Paramount uitgebreid zodat een groot deel van de catalogus van Paramount+ stapsgewijs beschikbaar komt op Streamz sinds 22 december 2023.

## Soorten abonnementen
Binnen Streamz zijn er drie verschillende soorten abonnementen:
- Streamz Basic: Hetzelfde aanbod als Streamz Premium, goedkopere variant met reclame tussendoor.
- Streamz Premium: Aanbod van lokale producties in preview van de VRT, DPG Media en SBS Belgium, alsook exclusieve programma's, Streamz Originals, en bestaande Vlaamse programma's aangevuld met internationale programma's van o.a. HBO.[12]
- Streamz Premium+: Hetzelfde aanbod als Streamz, aangevuld met recente blockbusters.[12]

## Aanbod Streamz
Streamz heeft een aanbod dat bestaat uit exclusieve programma's (Streamz Originals) die alleen via Streamz te bekijken zullen zijn, naast previews van de VRT-, DPG Media- en Play Media- zenders. Daarnaast zijn de programma's die al eerder exclusief via Play (More) te bekijken waren te zien op Streamz. Zo is D5R een Streamz Original geworden.